# Nikolaj Nikolaevič Romanov (1856-1929)
Nikolaj Nikolaevič Romanov (in russo Николай Николаевич Романов?, chiamato anche Nicola il Giovane, Николай Младший, Nikolaj Mladšij, per distinguerlo dal padre; San Pietroburgo, 6 novembre 1856 – Antibes, 5 gennaio 1929) era il primogenito del granduca Nicola il Vecchio e di Alessandra di Oldenburg. Cugino di secondo grado dello zar Nicola II, era chiamato in famiglia Nikolaša oppure, per distinguerlo dallo zar, "Nicola l'alto" in contrapposizione a "Nicola il basso"; in occidente era noto come il "granduca Nicola".
Dalla notevole statura e prestanza fisica, elegante e signorile, profondamente religioso, Nicola era rispettato e apprezzato all'interno dell'Esercito Imperiale Russo; legato alle correnti panslaviste e favorevole all'alleanza con la Francia, ricevette all'inizio della prima guerra mondiale il comando in capo di tutte le forze dell'esercito schierate contro gli Imperi centrali. In questo incarico diede prova di notevoli qualità militari; prudente e avveduto ottenne una serie di vittorie contro l'Austria-Ungheria nel 1914 e 1915; costretto alla ritirata dopo la grande offensiva generale degli Imperi Centrali nell'estate del 1915, riuscì a salvare gran parte dell'esercito pur dovendo cedere molti territori. A causa di questa sconfitta dovette abbandonare il comando in capo e venne trasferito alla testa dell'esercito impegnato nel Caucaso contro i turchi dove ottenne una serie di brillanti vittorie fino al crollo dell'Impero zarista nel 1917. Nel 1922 fu proclamato Zar dai resti dell'Armata Bianca dal Consiglio nazionale russo che controllava l'oblast' dell'Amur, poi trasferitosi in esilio a Sremski Karlovci (contrapposto al granduca Cirillo, primo nella linea di successione al trono di Russia).

## Biografia

### Infanzia
Suo padre era il terzo figlio maschio dell'imperatore Nicola I di Russia e dell'imperatrice Aleksandra Fëdorovna, figlia di Federico Guglielmo III di Prussia e di Luisa di Meclemburgo-Strelitz. Sua madre era prima cugina del marito, in quanto figlia di Teresa di Nassau e del duca Pietro di Oldenburg, figlio del duca Giorgio e di Caterina Pavlovna Romanova, sorella di Nicola I.

### Carriera militare
Il granduca Nicola fu mandato alla scuola militare del Genio, uscendone nel 1872. Durante la Guerra turco-russa (1877-1878) fece parte dello stato maggiore del padre, lì in funzione di comandante in capo, distinguendosi in un paio di occasioni. Scalò tutti i gradi militari (la sua esperienza fu più nell'addestramento che come stratega) fino a diventare comandante degli Ussari nel 1884: si fece la nomea di comandante duro ma giusto, guadagnandosi il rispetto delle sue truppe, anche perché era un uomo molto religioso, che pregava la mattina, la sera e prima e dopo i pasti. Amante della campagna, gli piaceva dedicarsi alla caccia ed alle sue proprietà; politicamente era un panslavista, ma non radicale
Dal 1895, e per dieci anni, fu ispettore generale della cavalleria: il suo comando fu considerato ottimo per le riforme apportate all'addestramento, alle scuole di cavalleria, alle riserve. Non ebbe invece alcun comando durante la Guerra russo-giapponese, forse perché lo zar non desiderava mettere a rischio il prestigio dei Romanov e perché voleva avere un generale leale e rispettato vicino a sé in caso di rivolte: in questo modo Nikolaša non poté farsi un'esperienza sul campo di battaglia, ma ebbe un ruolo cruciale durante la Rivoluzione russa del 1905.
Con la diffusione delle manifestazioni e degli scioperi, il futuro della dinastia sembrò compromesso; lo zar Nicola dovette scegliere tra seguire la via delle riforme suggerite dal conte Sergej Julievič Vitte od imporre una dittatura militare. L'unico uomo che forse avrebbe potuto effettuare con successo un colpo di forza, sfruttando il proprio prestigio presso l'esercito, sembrava proprio il granduca Nicola che era anche il comandante del Distretto Militare di San Pietroburgo. Nicola II lo convocò a palazzo esprimendogli le sue intenzioni, ma il granduca rifiutò ed estrasse la sua pistola, dicendo a Nicola II che egli era pronto a spararsi di fronte a lui piuttosto che impiegare l'esercito per salvaguardare l'autocrazia; fu proprio il granduca Nicola che quindi convinse lo zar a promulgare il famoso Manifesto del 17 ottobre e a convocare la Duma. L'imperatrice Alessandra Fëdorovna, convinta sostenitrice dell'autocrazia, non perdonò mai Nikolaša per il suo comportamento in questi drammatici avvenimenti; inoltre il granduca divenne inviso per il suo comportamento anche ai gruppi reazionari all'interno della corte, dell'esercito, della nobiltà di origine baltico-tedesca e dagli estremisti di destra delle cosiddette "centurie nere".
Dal 1905 il granduca rimase al comando del Distretto Militare di San Pietroburgo, dove si fece notare per aver promosso a posti di responsabilità anche soldati di umili origini; inoltre assunse la direzione del nuovo Consiglio di Difesa, creato subito dopo la sconfitta con il Giappone per migliorare l'efficienza dell'esercito e studiare un programma di riforme generali dell'apparato militare dell'Impero. Il granduca promosse un ampio piano di miglioramento e modernizzazione dell'esercito in collaborazione con il capace generale Fëdor Palitsyn, ottenendo alcuni buoni risultati; tuttavia l'ostilità dell'imperatrice e di una parte dei generali portarono nel 1908 al prematuro scioglimento del Consiglio di Difesa e alla conseguente perdita di poteri di Nicola che venne escluso dalla pianificazione e programmazione del ministero della Guerra e dello stato maggiore, dominati dal generale Vladimir Suchomlinov; egli mantenne solo l'incarico di comandante del Distretto Militare di San Pietroburgo.

### Matrimonio
Nikolaša sposò nel 1907 la principessa Anastasia del Montenegro (dopo il divorzio dal suo primo marito), figlia di Nicola I del Montenegro, sorella di Elena del Montenegro, Regina d'Italia, e di Milica del Montenegro che aveva sposato il fratello di Nikolaša, il granduca Pëtr Nikolaevič Romanov. Il matrimonio fu felice: entrambi religiosi, e con tendenza al misticismo (Nikolaša fu martinista) ; non ebbero però figli. Anastasia, chiamata "Stana" era a favore dell'unità slava e risolutamente anti-turca; la moglie era soprattutto estremamente ostile all'Impero Austro-ungarico mentre manifestava apertamente la sua simpatia per la Francia alleata dell'Impero russo. Nicola fu influenzato dalle idee della moglie e condivise l'ostilità nei confronti degli Imperi Centrali e l'alta considerazione per l'alleato francese.

### Passatempi
Nikolaša fu anche uno dei grandi cacciatori del suo tempo. Solo i membri della più alta nobiltà possedevano i borzoi ed il canile del granduca, da questo punto di vista, era famoso: poiché dopo la rivoluzione russa questi animali furono uccisi in gran numero, i borzoi oggi esistenti derivano quasi tutti dagli animali che Nikolaša regalò ai suoi amici. Nel suo corso della vita, Nikolaša ed i suoi cani hanno catturato centinaia di lupi: uomo molto preso dal suo incarico militare, si svagava andando a caccia, viaggiando per la Russia con il suo treno privato, che portava a bordo anche i cani ed i cavalli.

### Comandante in capo all'inizio della prima guerra mondiale
Il granduca non ebbe alcuna parte nella pianificazione e nella preparazione in vista della prima guerra mondiale, responsabilità che ricadde sul Generale Vladimir Sukhomlinov e sullo Stato Maggiore. Alla vigilia dello scoppio della guerra suo cugino, lo zar Nicola II, sentito il parere dei suoi ministri lo nominò Comandante supremo dell'esercito: aveva cinquantasette anni e non aveva mai guidato delle truppe in battaglia, tanto meno il più grande esercito messo mai in campo fino ad allora nella storia. Nikolaša fu responsabile di tutte le forze russe che combattevano contro la Germania, l'Austria-Ungheria e la Turchia.

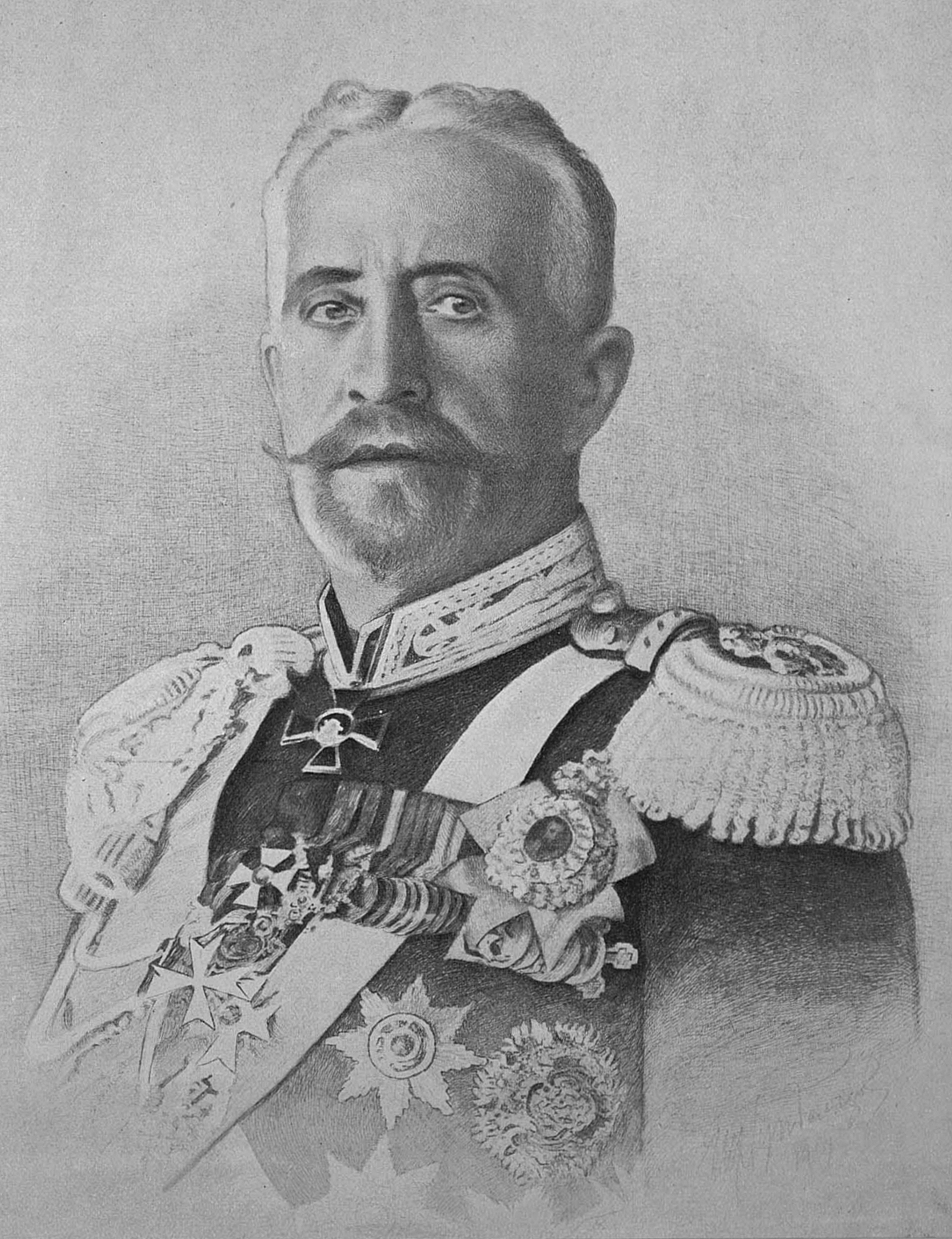
Il granduca in alta uniforme nel 1914.

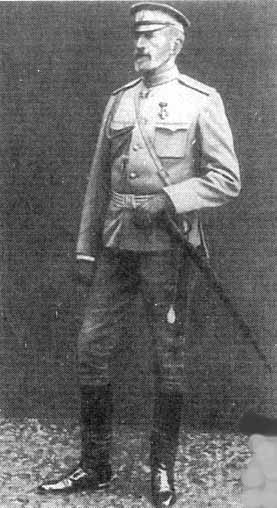
Il Granduca durante la guerra mondiale.

Inizialmente, l'alto comando russo non era pronto alla sfida di una guerra moderna e le diverse armate zariste, incapaci di coordinarsi, incapparono nella disastrosa battaglia di Tannenberg; le successive battaglia della Vistola e di Łódź furono più fortunate per l'armata zarista. Il ruolo del granduca in questi frangenti fu quello di raccogliere e scegliere quale strategia, tra quelle proposte dai molti generali dell'esercito, seguire: nessun programma coerente per la vittoria emerse dal granduca o dal suo staff, benché a livello personale egli riscuotesse il pieno apprezzamento sia da parte degli ufficiali sia dalle truppe. Nikolaša infatti era più un burocrate che un leader militare, difettando di un vasto senso strategico e del polso fermo per guidare tutte le armate zariste, divise tra gelosie e rivalità: il suo quartier generale rimase stranamente calmo, malgrado le molte sconfitte e le migliaia di morti.
La situazione dell'esercito russo divenne difficile già alla fine del primo anno di guerra soprattutto per le carenze organizzative e materiali; le truppe si battevano con coraggio e disciplina ma l'impero non era in grado di equipaggiarle e armarle in modo adeguato; l'entrata in guerra dell'Impero ottomano e la conseguente chiusura degli Stretti impedirono l'invio di materiali e armamenti da parte delle potenze occidentali alleate della Russia. Il 18 dicembre 1914 il granduca Nicola dovette comunicare ufficialmente ai capi militari franco-britannici che l'esercito russo era a corto di mezzi e soprattutto di munizioni; di conseguenza diveniva impossibile riprendere le offensive; egli era costretto a passare sulla difensiva. Nicola cercò anche di coinvolgere maggiormente i suoi alleati nella guerra nel Vicino Oriente e di migliorare la collaborazione; il 1º gennaio 1915 inviò un messaggio al ministro della guerra britannico Horatio Kitchener sollecitando un intervento alleato diversivo per impegnare in qualche modo l'esercito turco in modo da ridurre la pressione che i russi subivano sul fronte del Caucaso. Due giorni prima, il 30 dicembre 1914, il granduca aveva già affrontato questo argomento con il rappresentante britannico al suo quartier generale; egli aveva richiesto il sostegno alleato contro i turchi che sembravano mettere in pericolo le posizioni russe nel Caucaso. In realtà la minaccia turca era molto relativa e Nicola intendeva soprattutto riaprire la questione d'Oriente e favorire accordi diplomatici tra le tre potenze per una spartizione dell'Impero ottomano.
Il 22 marzo 1915 reсevette l'Ordine di San Giorgio di seconda classe per la riuscita dell'Assedio di Przemyśl. Nonostante questo, dopo i primi ripiegamenti dell'esercito, il 21 agosto 1915 suo cugino lo zar lo sostituì come Comandante in capo, ma questo non portò a sostanziali miglioramenti nella visione strategica e nel bilancio della guerra per le truppe russe.

### Comandante sul fronte del Caucaso

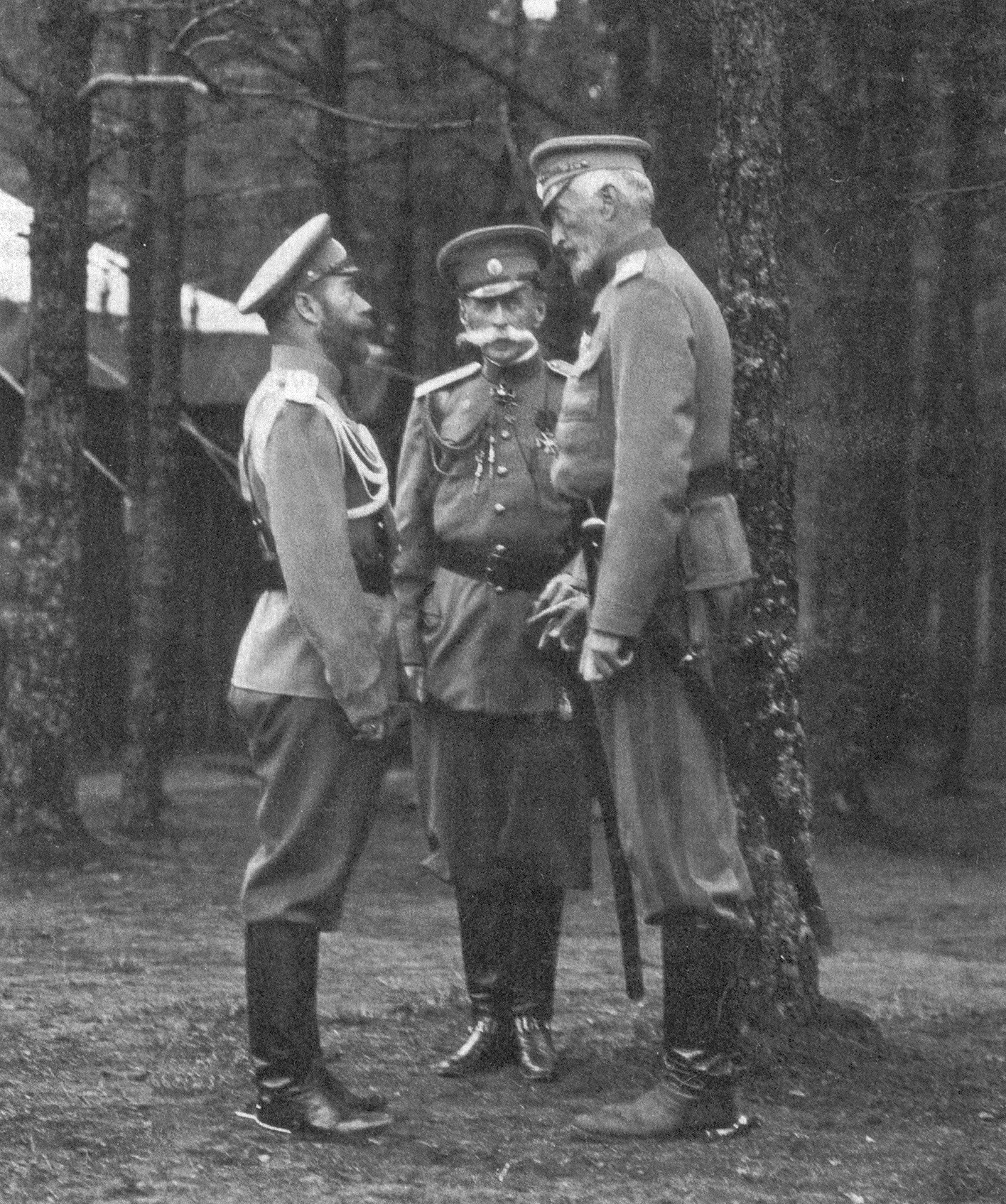
Il granduca insieme allo zar Nicola II nel 1914.

Dopo la sua rimozione, il granduca fu nominato comandante in capo e viceré del Caucaso, andando a sostituire l'anziano governatore il generale Illarion Ivanovič Voroncov-Daškov: Nikolaša era ufficialmente al comando mentre il Generale Nikolaj Nikolaevič Judenič era la figura che guidava realmente le truppe in questa zona negli scontri con l'esercito Ottomano. In questo periodo l'armata zarista mandò un gruppo di spedizione attraverso la Persia per ricongiungersi con le truppe britanniche e, nel 1916, dopo la Battaglia di Erzerum e la battaglia di Erzincan prese il porto di Trebisonda I Turchi risposero con un'offensiva intorno al lago di Van che alla fine risultò fallimentare.
Nikolaša provò a far costruire una ferrovia dalla Georgia russa fino ai territori conquistati per portare più facilmente rifornimenti per una nuova offensiva nel 1917, ma nel marzo di quell'anno lo zar fu deposto e l'esercito russo si avviò alla resa.

### Crollo dell'Impero zarista e Rivoluzione

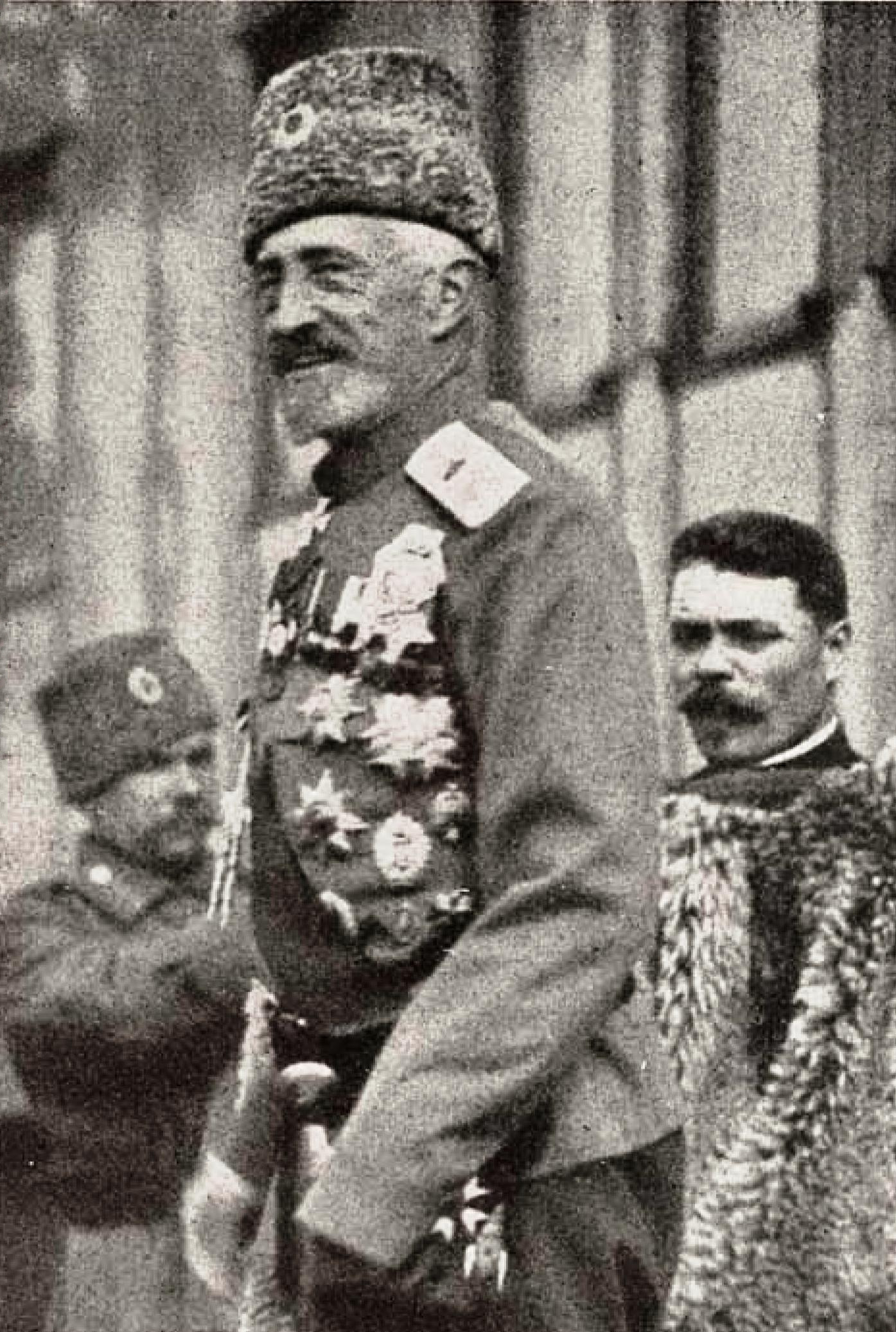
Il granduca Nicola sul fronte del Caucaso nel 1916.

La Rivoluzione di febbraio trovò Nikolaša in Caucaso, dove fu nominato, ultimo atto ufficiale dello zar, come Comandante in capo, e per questo si diresse verso il quartier generale di Mogilëv; tuttavia il giorno dopo il nuovo primo ministro, il principe Georgij Evgen'evič L'vov, annullò l'ordine. Il granduca passò i successivi due anni in Crimea, a volte agli arresti domiciliari, e partecipò poco alla vita politica.
Sembra ci fosse l'idea di nominarlo a capo dell'Armata Bianca attiva nella Russia meridionale, ma i generali, particolarmente il generale Anton Ivanovič Denikin, temevano che un nome di spicco della famiglia imperiale avrebbe potuto alienare i membri della coalizione repubblicani. Lui e la moglie riuscirono a salvarsi dall'Armata Rossa nell'aprile 1919, salpando a bordo della nave da guerra britannica HMS Marlborough, assieme a moltissimi suoi parenti.
L'8 agosto 1922, Nikolaša fu proclamato imperatore di tutte le Russie dallo Zemskij sobor dell'Oblast' di Amur, convocato dal generale Mikhail Diterikhs: il granduca già viveva all'estero e non era presente. Due mesi dopo l'Oblast' dell'Amur cadde nelle mani dei Bolscevichi.

### Esilio e morte

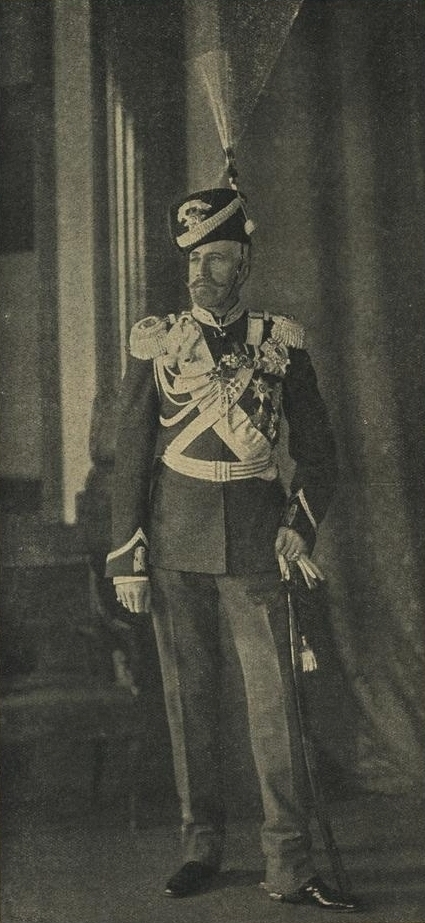
Il granduca Nicola nel 1914

Dopo un soggiorno a Genova come ospite del cognato Vittorio Emanuele III di Savoia, Nikolaša e la moglie si trasferirono in una piccola residenza a Choigny, venti miglia fuori da Parigi, sorvegliato costantemente dalla polizia segreta francese e da un piccolo numero di fedeli cosacchi; la casa divenne il centro dell'opposizione monarchica anti-sovietica. Guidò l'Unione di tutti i soldati russi dopo il generale Pëtr Nikolaevič Vrangel', tra i cui piani c'era quello di inviare agenti in incognito nella Russia sovietica, mentre i suoi avversari cercavano di organizzarne il rapimento, tramite spie e doppiogiochisti. Non ci riuscirono, e i monarchici riuscirono a far esplodere una bomba alla prigione della Lubjanka a Mosca. Il granduca Nikolaša morì il 5 gennaio 1929 di morte naturale in Costa Azzurra, dove passava la stagione invernale.

## Ascendenza
|                            |                      |                                    | Genitori                                  |  |  | Nonni |  |  | Bisnonni          |  |  | Trisnonni            |  |
|                            |                      |                                    |                                           |  |  |       |  |  | Paolo I di Russia |  |  | Pietro III di Russia |  |
|                            |                      |                                    |                                           |  |  |       |  |  | Paolo I di Russia |  |  | Pietro III di Russia |  |
|                            |                      | Caterina II di Russia              |                                           |  |  |       |  |  | Paolo I di Russia |  |  |                      |  |
| Nicola I di Russia         |                      |                                    |                                           |  |  |       |  |  | Paolo I di Russia |  |  |                      |  |
|                            |                      | Sofia Dorotea di Württemberg       | Federico II Eugenio di Württemberg        |  |  |       |  |  |                   |  |  |                      |  |
|                            |                      | Sofia Dorotea di Württemberg       | Federico II Eugenio di Württemberg        |  |  |       |  |  |                   |  |  |                      |  |
|                            |                      | Sofia Dorotea di Württemberg       | Federica Dorotea di Brandeburgo-Schwedt   |  |  |       |  |  |                   |  |  |                      |  |
| Nikolaj Nikolaevič Romanov |                      | Sofia Dorotea di Württemberg       |                                           |  |  |       |  |  |                   |  |  |                      |  |
|                            |                      | Federico Guglielmo III di Prussia  | Federico Guglielmo II di Prussia          |  |  |       |  |  |                   |  |  |                      |  |
|                            |                      | Federico Guglielmo III di Prussia  | Federico Guglielmo II di Prussia          |  |  |       |  |  |                   |  |  |                      |  |
|                            |                      | Federico Guglielmo III di Prussia  | Federica Luisa d'Assia-Darmstadt          |  |  |       |  |  |                   |  |  |                      |  |
| Carlotta di Prussia        |                      | Federico Guglielmo III di Prussia  |                                           |  |  |       |  |  |                   |  |  |                      |  |
|                            |                      | Luisa di Meclemburgo-Strelitz      | Carlo II di Meclemburgo-Strelitz          |  |  |       |  |  |                   |  |  |                      |  |
|                            |                      | Luisa di Meclemburgo-Strelitz      | Carlo II di Meclemburgo-Strelitz          |  |  |       |  |  |                   |  |  |                      |  |
|                            |                      | Luisa di Meclemburgo-Strelitz      | Federica Carolina Luisa d'Assia-Darmstadt |  |  |       |  |  |                   |  |  |                      |  |
| Nikolaj Nikolaevič Romanov |                      | Luisa di Meclemburgo-Strelitz      |                                           |  |  |       |  |  |                   |  |  |                      |  |
|                            | Giorgio di Oldenburg | Pietro I di Oldenburg              |                                           |  |  |       |  |  |                   |  |  |                      |  |
|                            | Giorgio di Oldenburg | Pietro I di Oldenburg              |                                           |  |  |       |  |  |                   |  |  |                      |  |
|                            | Giorgio di Oldenburg | Federica Elisabetta di Württemberg |                                           |  |  |       |  |  |                   |  |  |                      |  |
| Pietro di Oldenburg        | Giorgio di Oldenburg |                                    |                                           |  |  |       |  |  |                   |  |  |                      |  |
|                            |                      | Ekaterina Pavlovna Romanova        | Paolo I di Russia                         |  |  |       |  |  |                   |  |  |                      |  |
|                            |                      | Ekaterina Pavlovna Romanova        | Paolo I di Russia                         |  |  |       |  |  |                   |  |  |                      |  |
|                            |                      | Ekaterina Pavlovna Romanova        | Sofia Dorotea di Württemberg              |  |  |       |  |  |                   |  |  |                      |  |
| Alessandra di Oldenburg    |                      | Ekaterina Pavlovna Romanova        |                                           |  |  |       |  |  |                   |  |  |                      |  |
|                            |                      | Guglielmo di Nassau                | Federico Guglielmo di Nassau-Weilburg     |  |  |       |  |  |                   |  |  |                      |  |
|                            |                      | Guglielmo di Nassau                | Federico Guglielmo di Nassau-Weilburg     |  |  |       |  |  |                   |  |  |                      |  |
|                            |                      | Guglielmo di Nassau                | Luisa Isabella di Kirchberg               |  |  |       |  |  |                   |  |  |                      |  |
| Teresa di Nassau-Weilburg  |                      | Guglielmo di Nassau                |                                           |  |  |       |  |  |                   |  |  |                      |  |
|                            |                      | Luisa di Sassonia-Hildburghausen   | Federico di Sassonia-Altenburg            |  |  |       |  |  |                   |  |  |                      |  |
|                            |                      | Luisa di Sassonia-Hildburghausen   | Federico di Sassonia-Altenburg            |  |  |       |  |  |                   |  |  |                      |  |
|                            |                      | Luisa di Sassonia-Hildburghausen   | Carlotta di Meclemburgo-Strelitz          |  |  |       |  |  |                   |  |  |                      |  |
|                            |                      | Luisa di Sassonia-Hildburghausen   |                                           |  |  |       |  |  |                   |  |  |                      |  |